# Cinétose
 Mise en garde médicale
La cinétose est un trouble qui se manifeste dans une situation de discordance entre la perception visuelle et le système vestibulaire. Souvent assimilable au mal des transports ou naupathie, il est alors décliné en mal de voiture, mal de l'air ou mal de mer selon la cause. De plus, la cinétose englobe aussi la cybercinétose, c'est-à-dire le mal du virtuel.
L'étourdissement, la fatigue et les nausées sont les symptômes les plus fréquents de la cinétose. Le syndrome de Sopite (en), dans lequel l'individu ressent de la fatigue, est également associé à la cinétose. Nausée en grec signifie « mal de mer » (naus signifiant bateau),. Si les causes de la nausée ne sont pas résolues, le patient vomira fréquemment. Contrairement à une maladie ordinaire, le vomissement durant la cinétose ne soulage pas la nausée.

## Cause
Les stimulations à l'origine de la cinétose peuvent être réelles ou virtuelles. Les cinétoses sont dues à un conflit central entre les perceptions somesthésiques, visuelles et vestibulaires du fait de discordance d’une part entre ces informations et d’autre part à ce qui est attendu au niveau central du fait de l’expérience et des schémas acquis.
Dans la cinétose, les symptômes digestifs pourraient correspondre à un mécanisme de défense contre les neurotoxines, par exemple des aliments avariés.  L'area postrema du tronc cérébral est responsable du réflexe vomitif quand les systèmes nerveux et sensoriel détectent des conflits sensoriels afin d’éliminer le neurotoxique responsable de ces conflits. Quand on ressent un mouvement sans le voir (par exemple dans un bateau sans fenêtre), l'oreille interne transmet au cerveau qu'elle ressent du mouvement mais l’œil dit au cerveau que tout est stable. Comme conséquence de ce désaccord, le cerveau conclut que l'un des deux hallucine et que l'hallucination est due à l'ingestion de poison. Le cerveau répond en commandant le vomissement afin de faire disparaître la toxine supposée.
Une théorie, connue sous le nom d'hypothèse du nystagmus, a été proposée, qui se base sur la stimulation des nerfs vagus, qui résulte d'un étirement ou d'une traction de muscles extra-oculaires simultanément aux mouvements des yeux causés par stimulation vestibulaire. Il y a trois aspects critiques sur la théorie : premièrement, les liens remarquablement proches entre l'activité dans le système vestibulaire et les organes otholithes ainsi qu'un changement dans le tonus entre les divers six muscles extra-oculaires. Même si, à l'exception de mouvements volontaires de l’œil, les systèmes vestibulaires et oculomoteurs sont intimement liés. Deuxièmement intervient la loi de Sherrington décrivant les inhibitions réciproques entre les paires de muscles agonistes et antagonistes et par implication, l'étirement du muscle extra-oculaire qui doit se produire lorsque la loi de Sherrington échoue, dans le cas présent causant l'étirement d'un muscle contracté. Enfin, la présence critique des sorties afférentes des nerfs vagues comme un résultat direct de l'étirement ou de la traction d'un muscle de l'œil. La théorie explique pourquoi les individus aux labyrinthes défectueux n'éprouvent jamais de cinétose,, pourquoi les symptômes apparaissant lorsque l'on subit des accélérations du corps/de la tête, pourquoi des combinaisons de mouvements volontaires et réflexes de l’œil peuvent s'opposer à l'opération propre de la loi de Sherrington et pourquoi beaucoup de médicaments supprimant les mouvements des yeux servent aussi à la suppression des symptômes de la cinétose.

## Types
La cinétose peut être divisée en trois catégories :
1. cinétose causée par un mouvement ressenti mais non vu
2. cinétose causée par un mouvement vu mais non ressenti
3. cinétose causée lorsque les deux systèmes détectent des mouvements qui ne correspondent pas

### Le mouvement est ressenti mais non visualisé
Dans ces cas, du mouvement est senti par le système vestibulaire et donc le mouvement est ressenti, mais aucun mouvement n'est détecté par le système visuel.

#### Mal de voiture
Le mal de voiture est une forme spécifique de cinétose plutôt commune et souvent mise en évidence par l'incapacité à lire une carte ou un livre durant le voyage. Le mal de voiture résulte d'un contact sensitif montant dans le cerveau par plusieurs capteurs sensitifs non correspondants. Les yeux voient en majeure partie l'intérieur de la voiture qui ne bouge pas tandis que le système vestibulaire de l'oreille interne ressent un mouvement quand le véhicule roule à un tournant, sur une colline ou de petites bosses. L'effet est pire quand on regarde en bas mais peut être infériorisé en regardant à l'extérieur du véhicule.
Il est également ressenti dans certains trains pendulaires à grande vitesse.

#### Mal de l'air
Le mal de l'air est une sensation induite par les voyages aériens, il s'agit d'une forme spécifique de cinétose, considérée comme une réponse normale pour les individus en bonne santé. C'est essentiellement la même chose que le mal de voiture mais transposée en avion. Avec, toutefois, quelques différences significatives, qui sont qu'un avion peut tanguer et secouer abruptement, et qu'en raison de la petite taille des hublots (mis à part si le passager se trouve à un siège collé à un hublot) il est fort probable qu'il ne voie que l'intérieur de l'avion. Un autre facteur est qu'en vol, la vue à l'extérieur des hublots peut être bloquée par des nuages, qui empêcheraient un passager au hublot de voir la terre ou les nuages plus bas en mouvement.

#### Mal de mer
Le mal de mer est une forme de cinétose caractérisée par une sensation de nausée, et dans des cas extrêmes, de vertiges lorsque l'on passe du temps sur une embarcation en mer. C'est, encore une fois, essentiellement la même chose que le mal de voiture. Il est typiquement causé par le mouvement de balancement de l'embarcation. Comme lors de mal de l'air, il peut être difficile de détecter visuellement le mouvement même lorsque l'on regarde en dehors du bateau puisque l'eau n'offre pas de points fixes avec lesquels juger visuellement le mouvement. Des conditions de visibilité détériorées, comme du brouillard, peuvent intensifier le mal de mer.

#### Centrifuges
Les appareils rotatifs tels les centrifugeuses utilisées pour l'entraînement des astronautes et dans les parcs d'attractions peuvent causer de la cinétose chez beaucoup de personnes. Pendant que l'intérieur de la centrifuge semble ne pas bouger, la personne expérimente une sensation de mouvement. De plus, la force centrifuge peut faire en sorte que le système vestibulaire donne la sensation que le bas est dans la direction éloignée du centre de la centrifuge plutôt que dans sa vraie direction.

#### Étourdissements dus à une rotation
Quand une personne tourne et s'arrête soudainement, le fluide de son oreille interne continue à tourner, ce qui cause une impression de rotation continuée alors que le système visuel ne détecte plus de rotation.

### Le mouvement est vu mais non ressenti
Dans ces cas, le mouvement est détecté par le système visuel et donc le mouvement est vu, mais aucun mouvement n'est senti par le système vestibulaire. La cinétose provenant de telles situations a été référencée comme Cinétose Visuellement Induite (CVI).

#### Cinétose due aux films et autres vidéos
Ce type de maladie est particulièrement répandu quand des personnes sensibles regardent des films sur de larges écrans comme l'IMAX mais peut aussi avoir lieu dans des cinémas de taille normale ou même en regardant la télévision. L'IMAX et d'autres types de cinémas panoramiques montrent souvent des mouvements dramatiques comme voler au-dessus d'un paysage ou faire des montagnes russes. Ce type de cinétose peut être évité si la personne ferme les yeux durant les scènes de ce type.
Dans des cinémas de taille normale, un exemple de film ayant causé de la cinétose chez beaucoup de personnes est Le Projet Blair Witch. Les cinémas avaient prévenu de ses possibles créations de nausée, sensibilisant particulièrement les femmes enceintes. Blair Witch avait été filmé avec un caméscope tenu à la main qui était ainsi sujet à un nombre considérable de mouvements, plus qu'une caméra de cinéma normale.
Les films familiaux, souvent filmés avec une caméra tenue à la main ont aussi tendance à causer une cinétose chez les personnes les visionnant. Le caméraman le remarque rarement lorsqu'il filme car son sens du mouvement correspond au mouvement vu sur l'écran de la caméra. Ceux qui voient le film plus tard ne voient que le mouvement, qui peut être considérable, sans sensation de mouvement. L'utilisation du zoom semble contribuer à la cinétose tout comme le fait de zoomer qui n'est pas une fonction normale de l'œil. L'utilisation d'un trépied ou d'un caméscope équipé d'une technologie de stabilisation de l'image peut minimiser la cinétose engendrée.

#### Cinétose due à la simulation
La maladie de la simulation, ou maladie du simulateur, est une forme où la personne montre des symptômes similaires à la cinétose causés en jouant sur un ordinateur, un simulateur ou à un jeu vidéo.
Les symptômes sont souvent décrits comme plutôt similaires à la cinétose et comprennent mal de tête, nausée, vomissement, sueur, somnolence, vertige. Une étude effectuée à l'Université du Minnesota qui a fait jouer des étudiants à Halo durant moins d'une heure a eu pour résultat que jusqu'à 50 % se sentaient malades par la suite[réf. souhaitée].
Dans une étude conduite par l'institut de recherche de l'U.S. Army sur le comportement et les sciences sociales consignée sur un rapport publié en mai 1995 intitulé "Rapport technique 1027 - Maladie du simulateur en environnements virtuels", sur les 742 pilotes exposés de 11 simulateurs de vols militaires, "approximativement la moitié des pilotes (334) ont reporté des effets postérieurs dont 250 (34 %) ont rapporté que les symptômes se dissipaient en moins d'une heure, 44 (6 %) ont rapporté que les symptômes duraient plus longtemps que 4 heures, et 28 (4 %) ont rapporté que les symptômes duraient plus de 6 heures. Il y a aussi eu 4 (1 %) cas rapportés de flashbacks spontanés".
Le phénomène était connu dans la culture populaire avant d'être connu comme maladie de la simulation. Dans le film de 1983 Joysticks (comédie), le directeur d'une arcade vidéo locale dit : « La raison pour laquelle je ne joue jamais à ces jeux, c'est qu'ils me rendent physiquement malade. Je veux dire, à chaque fois que je regarde un de ces écrans, ils me rendent somnolent. »

#### Cinétose due à la réalité virtuelle
La cinétose due à la réalité virtuelle est très similaire à la maladie de la simulation ainsi qu'à la cinétose due aux films. Dans la réalité virtuelle, l'effet est toutefois plus aigu étant donné que tous les points de références externes sont supprimés de la vision, les images simulées étant en trois dimensions et dans certains cas le son stéréo peut aussi donner une impression de mouvement. Le NADS-1, un simulateur situé au National Advanced Driving Simulator, est capable de stimuler le système vestibulaire avec un champ de vision horizontal de 360 degrés et 13 degrés de liberté de mouvement. Des études ont montré que l'exposition à des mouvements circulaires dans un environnement virtuel peut causer une augmentation significative des nausées et autres symptômes de la cinétose. Pour atténuer ces symptômes, des méthodes comme l'adaptation progressive à la VR, l'utilisation de remèdes naturels tels que le gingembre, et le port de bracelets d'acupression sont efficaces. Sélectionner des jeux VR conçus pour minimiser le motion sickness peut également réduire les nausées et améliorer l'expérience utilisateur.

#### Mal de l'espace
Le mal de l'espace était inconnu durant les premiers vols spatiaux, étant donné que ceux-ci étaient effectués dans des conditions très étroites. Il semble aggravé par la capacité de se mouvoir librement et est ainsi plus commun dans les vaisseaux spatiaux plus larges. Environ 60 % des astronautes l'expérimentent actuellement lors de leur premier vol. Le premier cas suspecté est Gherman Titov, en août 1960 à bord du Vostok 2 qui a signalé des vertiges et nausées. Toutefois, les premiers cas avérés étaient lors des premiers vols Apollo; Frank Borman sur l'Apollo 8 et Rusty Schweickart sur l'Apollo 9. Les deux ont connu des symptômes identifiables et assez graves dans le dernier cas causant une modification du plan de mission.

### Mouvements ressentis et vus mais qui ne correspondent pas

#### L'effet Coriolis
Lors d'un mouvement dans un référentiel cadre rotatif comme une centrifuge ou un environnement où la gravité est simulée avec la force centrifuge, l'effet Coriolis cause une sensation de mouvement dans le système vestibulaire qui ne correspond pas au mouvement vu.
Parfois, lors d'une longue conduite d'un véhicule sur une route mal entretenue à une vitesse très faible (10-20 km/h) les deux sens ne correspondent pas. À cause de la mauvaise qualité de la route, le véhicule cahotera trop, donnant une sensation de mouvement important à l'oreille interne, mais du fait de la faible vitesse l'œil ne ressent pas un mouvement proportionnel.

## Traitement

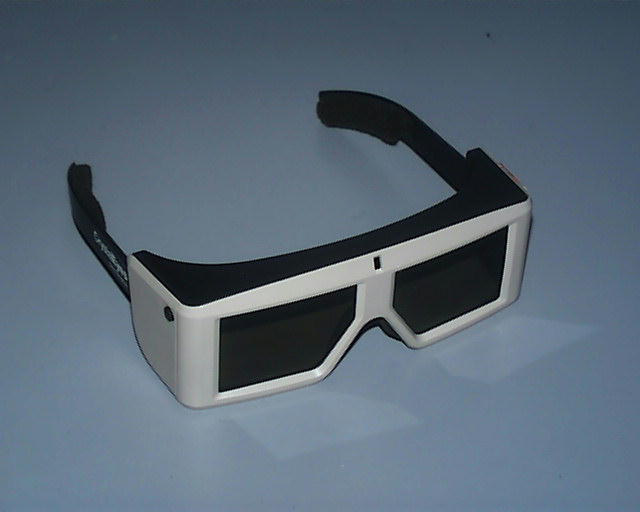
Les lunettes à obturation LC peuvent soulager les symptômes d'une cinétose.

Beaucoup de remèdes et de préventifs ont été proposés.

### Activité
Lorsqu'on ne peut pas s’arrêter, il est conseillé de regarder par la fenêtre du véhicule en mouvement, à l'horizon et dans la direction du voyage. Cela permet d'aider l'équilibrioception.
Dans la nuit, ou dans un bateau sans fenêtre extérieure, il est conseillé de fermer les yeux ou, si possible, de prendre du repos. Cela résout le conflit interne entre le système visuel et le système vestibulaire. Le repos permet également d'éviter les effets négatifs de la maladie (par exemple, la manifestation de la maladie lorsqu'un individu pense à celle-ci).
Une simple méthode pour empêcher le mal des transports est de mâcher. Le chewing-gum, par exemple, posséderait un effet positif chez les patients atteints de cinétose[réf. souhaitée].
De l'air frais peut légèrement diminuer les risques de vomissement pour éviter tout type d'odeur qui pourrait causer une nausée.
Lorsque vous jouez aux jeux vidéo, principalement dans les jeux de tir à la première personne, certains problèmes de maladies de simulation peuvent être résolus en changeant le champ de vision du jeu. Certains jeux ont un paramètre par défaut qui place votre vision à une petite distance en avant de l'objet que vous contrôlez, ce qui activera votre cinétose.

### Médicaments
Des médicaments et substances médicamenteuses, appelés antinaupathiques ou anti mal de mer, sont disponibles pour ce type de maladie tels que la Dramamine (dimenhydrinate), le Stugeron (cinnarizine) (interdit à la vente en France) et la Bonine/Antivert (méclozine). Ces médicaments doivent être pris avant que les symptômes n'apparaissent pour une plus grande efficacité.
La scopolamine est efficace et est souvent utilisée sous forme de patch (1,5 mg) ou de comprimés (0,4 mg). La sélection des patchs ou des comprimés de scopolamine est déterminée par un médecin après considération de l'âge et du poids du patient ainsi que la durée du traitement.
Certains traitements pharmaceutiques sont efficaces pour les nausées et les vomissements, mais ils ne le sont pas pour les symptômes de la cinétose. Par exemple, la métoclopramide et la prochlorpérazine, malgré leur utilisation pour les nausées, sont inefficaces dans la prévention et le traitement de la cinétose. Cela est dû à la physiologie du SNC des vomissements et à ses entrées dans la zone du chémorécepteur opposé à l'oreille interne. Les sédatifs tels la promethazine fonctionnent plutôt bien pour la cinétose même s'ils peuvent causer des somnolences.
La racine de gingembre est communément connue comme anti-vomitif. Un magazine d'essai a indiqué que sucer des cristaux de gingembre ou siroter du thé au gingembre peut aider à soulager la nausée tandis qu'une étude antérieure indiquait que cela n'avait qu'un effet placebo. Des tests conduits sur les émissions télévisées Mythbusters et Food Detectives soutiennent la théorie selon laquelle le gingembre est un traitement efficace contre la nausée causée par la cinétose.
Le gingembre est rapporté pour calmer la valve pylorique située à la base de l'estomac. Cette relaxation de la valve autorise l'estomac à se conduire normalement ainsi le contenu va entrer dans le petit intestin au lieu d'être retenu dans l'estomac. C'est cet effet indésirable de rétention dans l'estomac qui a pour conséquence d'éventuels vomissements. Vomir n'est pas le mal de mer mais seulement un de ses symptômes ou effets secondaires; bien qu'il s'agisse de l'effet qui lui est le plus fréquemment associé. Ce lien rapporte à une étude sur le gingembre; notez qu'il s'agit ici de moins vomir et non de moins ressentir de nausées.

### Dispositif médical
La société française Reading (aujourd'hui Boarding Ring) a mis au point un dispositif médical (Label CE, classe 1) breveté  permettant de synchroniser perception visuelle et système vestibulaire. Le dispositif appelé Boarding Glasses, se présente sous forme de lunettes possédant quatre anneaux, à moitié remplis d'un liquide coloré, disposés autour des yeux. À l'instar des cristaux dans le système vestibulaire, le liquide informe l’œil des mouvements subits, ce qui a pour effet de stopper la cinétose.
En 2018, basé sur la technologie Boarding Ring, la société Citroën lance Seetroën,,.

### Dispositif de restriction visuelle
Un dispositif nommé ViBAN a déposé un brevet américain contre la cinétose et est conçu pour bloquer le mouvement à l'extérieur d'un véhicule en mouvement, une cause principale du mal de voiture, permettant au porteur de se concentrer sur sa lecture ou sur les appareils électroniques à l'intérieur du véhicule. Le retrait des stimuli extérieurs peut fonctionner pour certaines cinétoses, toutefois il n'est pas connu pour aider les personnes atteintes du mal de mer.

### Électronique
Étant donné que 60 à 70 % des astronautes souffrent de cinétose, la NASA a effectué de grandes recherches sur ses causes et ses traitements. Une solution très prometteuse est de porter des lunettes d'obturation LCD qui créent une vision stroboscopique de 4 Hz avec un temps de pose de 10 millisecondes.

## Épidémiologie
Environ 33 % des patients sont susceptibles de ressentir des effets de cinétose dans des circonstances "douces", comme sur un bateau naviguant dans des eaux calmes, bien que 66 % seraient susceptibles de ressentir ses effets dans des circonstances plus sévères,,. Les individus et animaux sans système vestibulaire fonctionnel ne sont pas exposés à la cinétose.

## Réalité virtuelle
Les premiers casques de réalité virtuelle imposaient un grand délai (pour des raisons techniques) entre le mouvement de la tête (perçu par l'oreille interne) et l'affichage dans le casque. Cela produisait de la cinétose, accentué par d'autres défauts : faible résolution de l'écran, pas de détection des translations de la tête… Malgré les avancées technologiques, la cinétose est encore perçue par de nombreuses personnes en utilisant un système de réalité virtuelle.